# America's Cup World Series 2011-2013
L'America's Cup World Series 2011-2013 è stata la prima edizione delle America's Cup World Series. Le regate si sono svolte nelle città di Cascais, Plymouth, San Diego, Napoli, Venezia, Newport e San Francisco. Come imbarcazioni sono stati adoperati gli AC45.

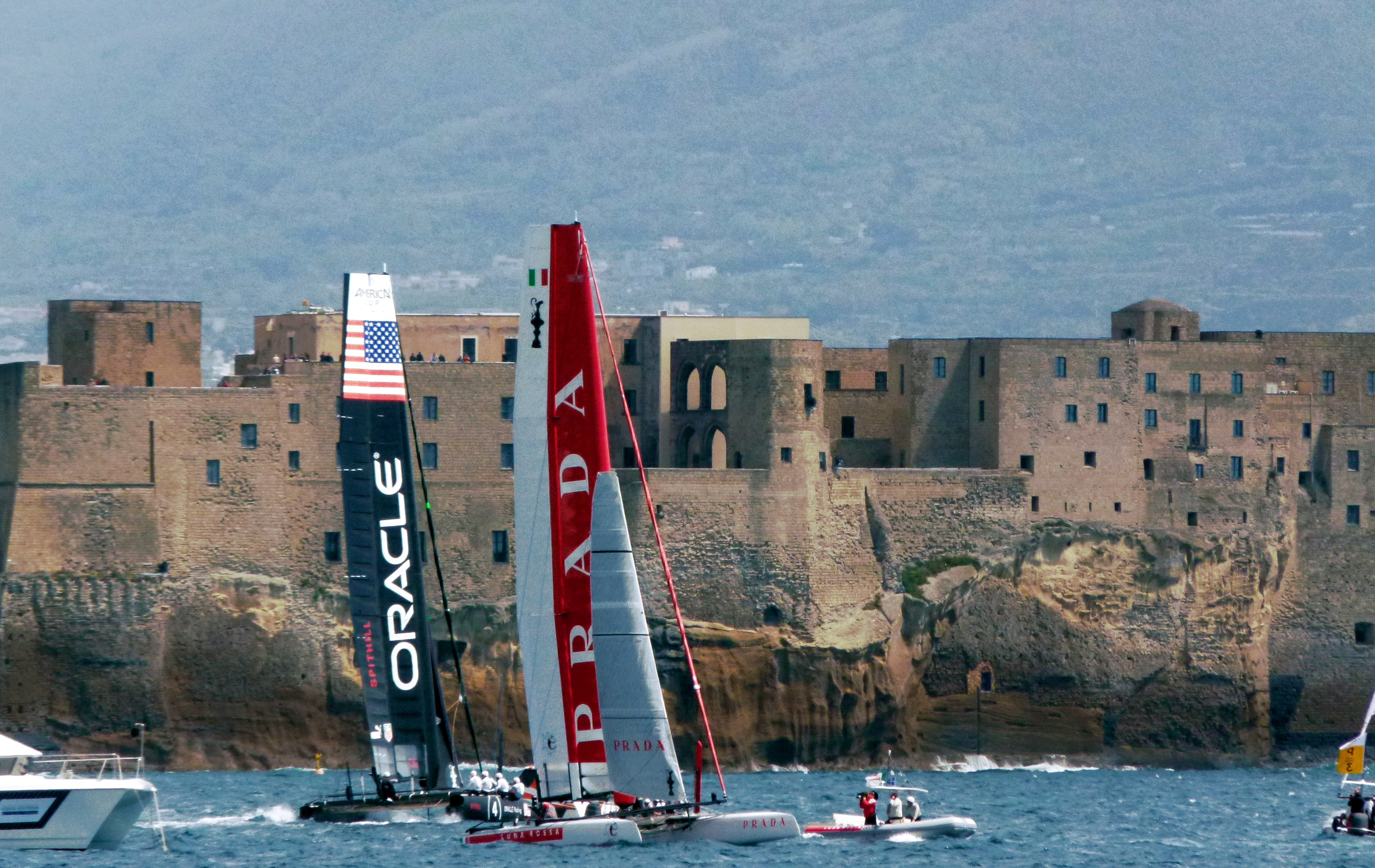
Gli AC45 di Oracle racing e Luna Rossa nelle acque di Napoli.

## Le imbarcazioni
Vennero impiegati catamarani classe AC45: imbarcazioni a vela multiscafo progettati appositamente da Mike Drummond e dal team progettuale di Oracle Racing; una versione di dimensione ridotta degli AC72 successivamente impiegati per la Louis Vuitton Cup e l'America's Cup 2013.

## Team

### Equipaggi in gara
| Circolo Nautico                  | Team                      | Skipper                                                           | Veleria             |
| -------------------------------- | ------------------------- | ----------------------------------------------------------------- | ------------------- |
| Sail Korea Yacht Club            | Team Korea                | Chris Draper Nathan Outteridge Peter Burling                      | Doyle Sailmakers    |
| Kungliga Svenska Segelsällskapet | Artemis Racing White      | Terry Hutchinson Charlie Ekberg                                   | North Sails         |
| Kungliga Svenska Segelsällskapet | Artemis Racing Red        | Santiago Lange Nathan Outteridge                                  | North Sails         |
| Royal New Zealand Yacht Squadron | Emirates Team New Zealand | Dean Barker                                                       | North Sails         |
| Golden Gate Yacht Club           | Oracle Racing 4           | James Spithill Tom Slingsby                                       | North Sails         |
| Golden Gate Yacht Club           | Oracle Racing 5 HS Racing | Russell Coutts Darren Bundock Roman Hagara                        | North Sails         |
| Meĭ Fań Yacht Club               | China Team                | Mitch Booth Charlie Ogletree Frédéric Le Peutrec Philip Robertson | North Sails         |
| Yacht Club de France             | Energy Team               | Loïck Peyron Yann Guichard                                        | Voilerie Incidences |
| Circolo della Vela Sicilia       | Luna Rossa Piranha        | Chris Draper                                                      | North Sails         |
| Circolo della Vela Sicilia       | Luna Rossa Swordfish      | Paul Campbell-James Iker Martínez de Lizarduy Francesco Bruni     | North Sails         |
| Royal Cornwall Yacht Club        | Ben Ainslie Racing        | Ben Ainslie                                                       | North Sails         |

### Equipaggi ritirati
| Circolo Nautico               | Team                   | Skipper                     | Veleria     |
| ----------------------------- | ---------------------- | --------------------------- | ----------- |
| Aleph Yacht Club              | Aleph-Equipe de France | Bertrand Pacé Pierre Pennec | North Sails |
| Real Club Náutico de Valencia | Green Comm Racing      | Vasilij Žbogar              | North Sails |

- Oracle Racing partecipa alle World Series schierando due equipaggi.[2]
- Ad aprile 2012 Aleph-Équipe de France annuncia il ritiro dalla competizione per motivi finanziari. Esclude una sua partecipazione all'America's Cup.
- Luna Rossa partecipa con due equipaggi, entrando a competizione già in corso in occasione del round svoltosi nelle acque di Napoli
- Ad aprile 2012 Green Comm Racing si ritira.
- Ben Ainslie Racing regata nella World Series a partire dall'appuntamento svolto nelle acque antistanti la città San Francisco.

## Risultati dettagliati

### 2011-2012
| events teams              | Cascais 6–14 August 2011 | Cascais 6–14 August 2011 | Plymouth 10–18 settembre 2011 | Plymouth 10–18 settembre 2011 | San Diego 12–20 novembre 2011 | San Diego 12–20 novembre 2011 | Napoli 11–15 aprile 2012 | Napoli 11–15 aprile 2012 | Venezia 15–20 maggio 2012 | Venezia 15–20 maggio 2012 | Newport 26 giugno–1º luglio 2012 | Newport 26 giugno–1º luglio 2012 | Classifiche | Classifiche | Classifiche |
| events teams              | match race               | fleet race               | match race                    | fleet race                    | match race                    | fleet race                    | match race               | fleet race               | match race                | fleet race                | match race                       | fleet race                       | match race  | fleet race  | total       |
| Oracle Racing 4           | 10                       | 8                        | 6                             | 10                            | 10                            | 10                            | 4                        | 9                        | 8                         | 9                         | 9                                | 9                                | (47)dsq     | (55)dsq     | (102)dsq    |
| Emirates Team New Zealand | 9                        | 10                       | 10                            | 9                             | 8                             | 9                             | 3                        | 8                        | 6                         | 8                         | 5                                | 8                                | 41          | 52          | 93          |
| Artemis Racing            | 8                        | 9                        | 8                             | DNF 3                         | 7                             | 5                             | 10                       | 4                        | 10                        | 7                         | 7                                | 4                                | 50          | 32          | 82          |
| Energy Team               | 5                        | 3                        | 5                             | 5                             | 9                             | 8                             | 6                        | 7                        | 7                         | 10                        | 6                                | 3                                | 38          | 36          | 74          |
| Oracle Racing 5           | 6                        | 7                        | 7                             | 8                             | 5                             | 3                             | 8                        | 3                        | 3                         | 3                         | 10                               | 5                                | (39)dsq     | (29)dsq     | (68)dsq     |
| Team Korea                | 7                        | 4                        | 9                             | 6                             | 4                             | 6                             | 5                        | 6                        | 5                         | 4                         | 3                                | 7                                | 33          | 33          | 66          |
| Luna Rossa Piranha        | -                        | -                        | -                             | -                             | -                             | -                             | 9                        | 10                       | 9                         | 6                         | 8                                | 10                               | 26          | 26          | 52          |
| Luna Rossa Swordfish      | -                        | -                        | -                             | -                             | -                             | -                             | 7                        | 5                        | 4                         | 5                         | 4                                | 6                                | 16          | 16          | 31          |
| Aleph-Equipe de France    | 3                        | 5                        | 3                             | 7                             | 6                             | 7                             | -                        | -                        | -                         | -                         | -                                | -                                | 12          | 19          | 31          |
| China Team                | 3                        | 3                        | 3                             | 4                             | 3                             | 4                             | 3                        | 3                        | 3                         | 2                         | -                                | -                                | 15          | 16          | 31          |
| Green Comm Racing         | 4                        | 6                        | 4                             | DNS 3                         | 3                             | 3                             | -                        | -                        | -                         | -                         | -                                | -                                | 11          | 12          | 23          |

### 2012-2013
| events teams              | San Francisco 21–26 agosto 2012 | San Francisco 21–26 agosto 2012 | San Francisco 2–7 ottobre 2012 | San Francisco 2–7 ottobre 2012 | Napoli 16–21 aprile 2013 | Napoli 16–21 aprile 2013 | Classifiche | Classifiche | Classifiche |
| events teams              | match race                      | fleet race                      | match race                     | fleet race                     | match race               | fleet race               | match race  | fleet race  | totale      |
| Oracle Racing 4           | 9                               | 86                              | 10                             | 79                             | 10                       | 80                       | 29          | 245         | 274         |
| Luna Rossa Piranha        | 5                               | 85                              | 1                              | 36                             | 7                        | 70                       | 13          | 191         | 204         |
| Ben Ainslie Racing        | 3                               | 37                              | 4                              | 79                             | 8                        | 65                       | 15          | 181         | 196         |
| Emirates Team New Zealand | 7                               | 43                              | 9                              | 57                             | 6                        | 71                       | 22          | 171         | 193         |
| Artemis Racing White      | 8                               | 48                              | 8                              | 72                             | 5                        | 40                       | 21          | 160         | 181         |
| Energy Team               | 6                               | 55                              | 5                              | 47                             | 4                        | 58                       | 15          | 160         | 175         |
| Luna Rossa Swordfish      | 4                               | 51                              | 1                              | 20                             | 9                        | 80                       | 14          | 151         | 165         |
| Oracle Racing 5           | 10                              | 42                              | 6                              | 56                             | -                        | -                        | 16          | 98          | 114         |
| Team Korea                | 2                               | 65                              | 3                              | 40                             | -                        | -                        | 5           | 105         | 110         |
| Artemis Racing Red        | 1                               | 38                              | 7                              | 52                             | -                        | -                        | 8           | 90          | 98          |
| China Team                | 1                               | 15                              | 2                              | 28                             | 2                        | 30                       | 5           | 73          | 78          |
| HS Racing                 | -                               | -                               | -                              | -                              | 3                        | 36                       | 3           | 36          | 39          |